# تیم شیهی
تیموتی پتریک شیهی (متولد ۱۸ نوامبر 1985) از نیروهای ویژه سابق نیروی دریایی، آتش‌نشان هوایی و بیزنس‌من آمریکایی است که بریجر اروسپیس، یک شرکت آتش‌نشانی هوایی و مدیریت آتش‌سوزی را تأسیس کرد. او جمهوری‌خواه است و سناتور منتخب ایالات متحده در مونتانا است.

## زندگی شخصی
شیهی با همسرش، کارمن، افسر سابق تفنگداران دریایی، و چهار فرزندشان که در خانه تحصیل می‌کنند، در مزرعه ای بزرگ بیرون بوزمن زندگی می‌کند.